# Phare de St. Augustine
Le phare de St. Augustine (en anglais : St. Augustine Light) est un phare situé à Saint Augustine à l'extrémité nord d'Anastasia Island, dans le Comté de Saint Johns en Floride.
Il est inscrit au Registre national des lieux historiques depuis le 19 mars 1981 sous le no 81000668.

## Historique
Le phare de St. Augustine est maintenant une aide privée à la navigation. Il se situe à l'extrémité nord d'Anastasia Island et a été construit entre 1871 et 1874. Il s'agit du second phare ayant remplacé le premier ayant été allumé officiellement par le gouvernement territorial américain en mai 1824 en tant que premier phare de Floride. Cependant, les gouvernements espagnol et britannique avaient mis en place une aide importante à la navigation, comprenant une série de tours de guet en bois et de balises datant de 1565.
La tour actuelle du phare est équipée d'une lentille de Fresnel d'origine de Fresnel de premier ordre et il appartient au St. Augustine Lighthouse & Maritime Museum' , un musée d'archéologie maritime à but non lucratif qui a ouvert en 1994. Le musée est ouvert au public 360 jours par an. Les droits d’entrée contribuent à la préservation du phare et de cinq autres structures historiques. Les admissions et les adhésions à des musées financent également des programmes d'archéologie maritime, de construction traditionnelle de bateaux en bois et d'éducation maritime. Pendant l'ouragan Frances de 2004 sa lumière a été maintenue en activité. Le phare a subi une restauration extérieure en 2008-09 et une restauration de son objectif et mécanisme en 2014-15.

## Description
Le phare   est une haute tour conique en brique portant galerie et lanterne de 50 m de haut. La tour est peinte en blanc avec uns spirale noire et la lanterne est rouge.
Il émet, à une hauteur focale de 49 m, une lumière blanche continue d'une portée de 19 milles nautiques (environ 35 km) avec un flash blanc intense d'une seconde par période de 30 secondes. Sa portée est de 24 milles nautiques (environ 44 km).
Identifiant : ARLHS : USA-789 ; USCG : 3-0590 ; Admiralty : J2866 .

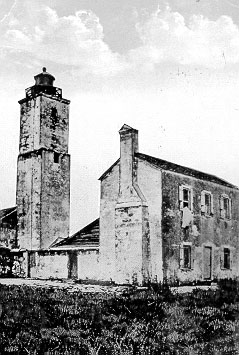
Le phare de 1824 (photo USCG).
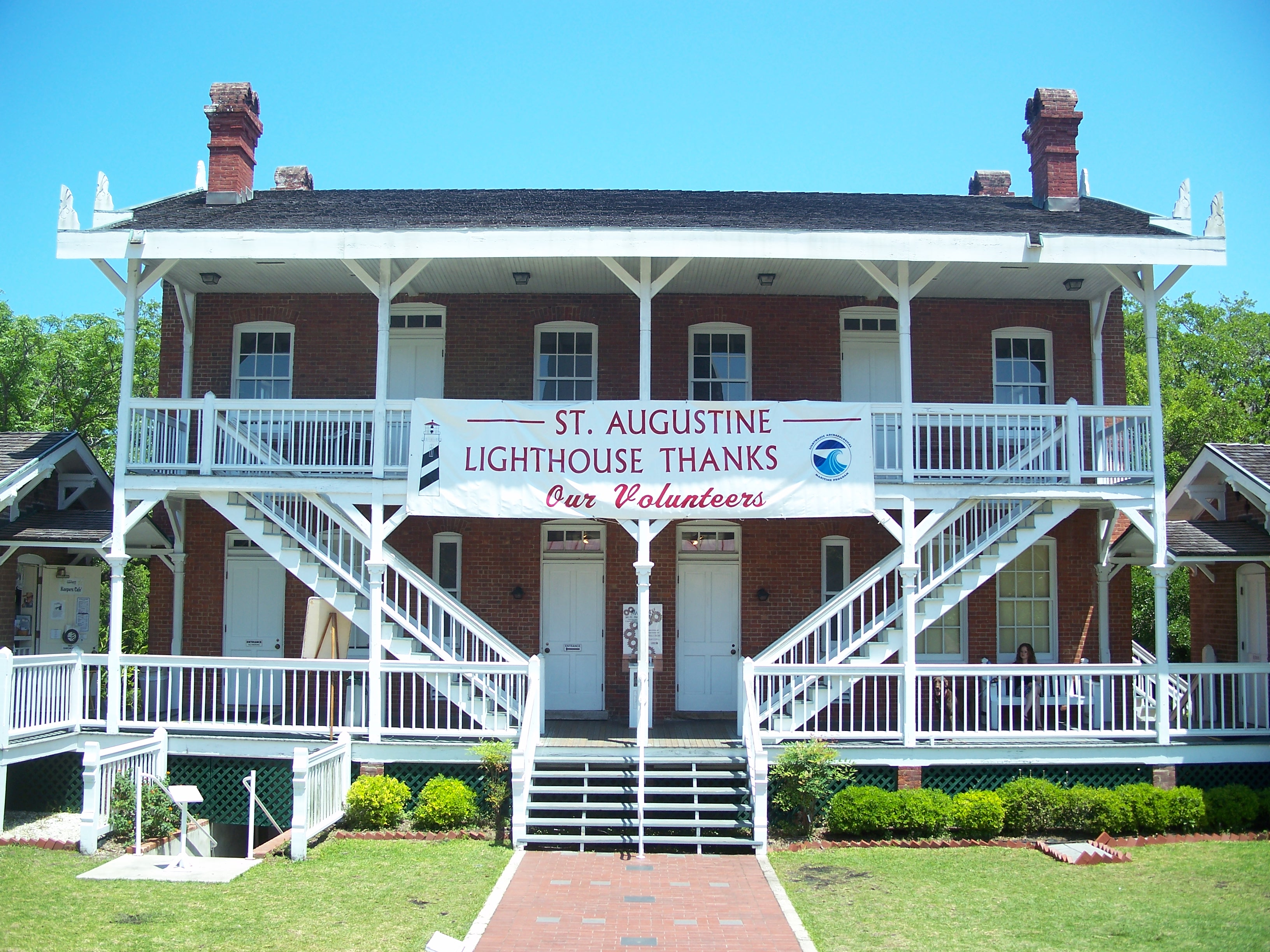
Le musée.
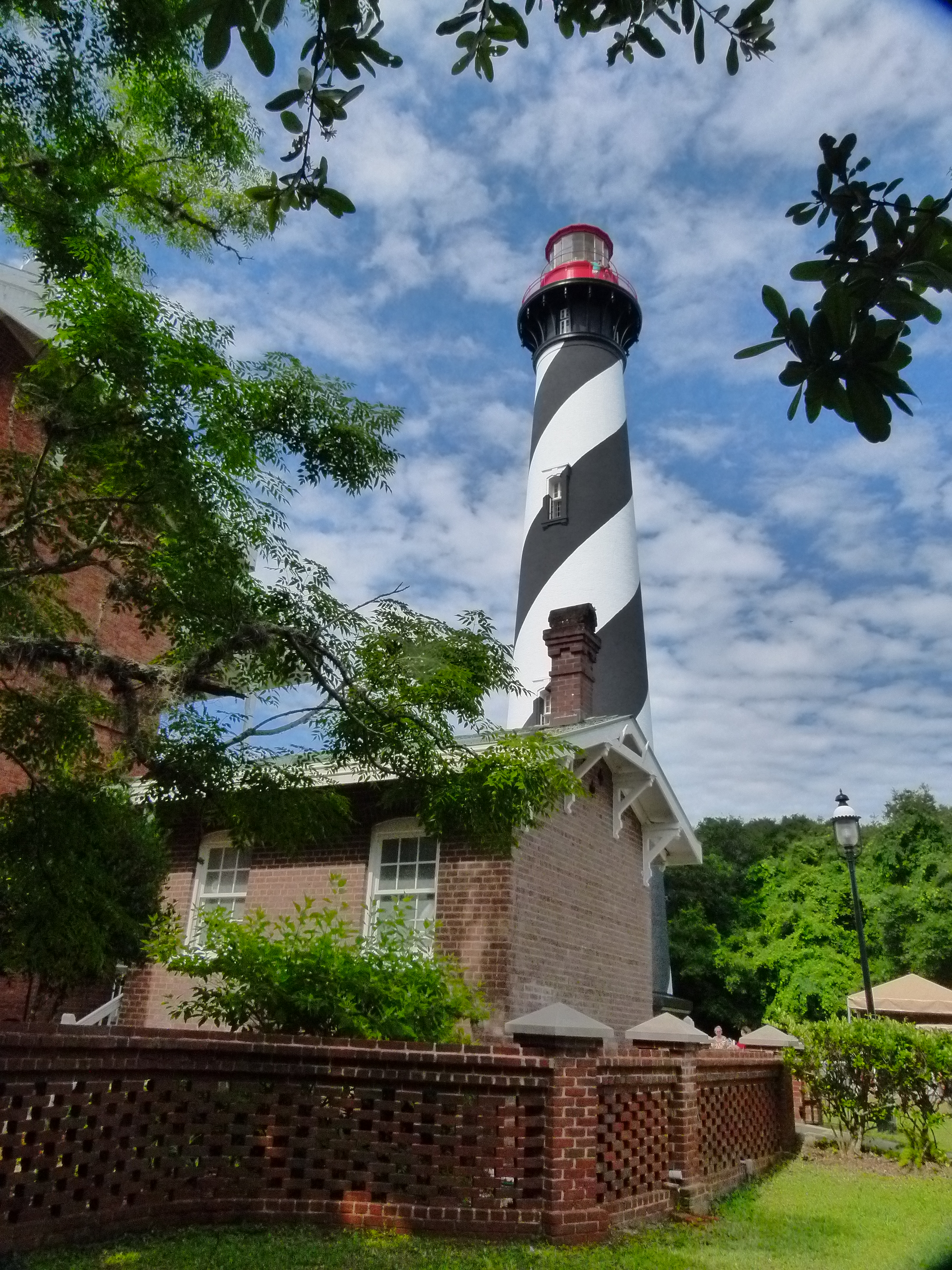
Le phare en 2016.

### Lien connexe
- Liste des phares en Floride